# 横滨购物纪行
《横滨购物纪行》（日语：ヨコハマ買い出し紀行）是由日本漫画家芦奈野仁所创作的日本漫畫作品。标题原意為“去横滨採購的見聞纪行”。作者的英文网站及第二部OVA公开了英文标题《Quiet Country Cafe》。於讲谈社漫画杂志《月刊Afternoon》1994年6月號到2006年2月號期間連載，单行本全14卷。
在日本被粉絲们简称《YKK》。在韓國以（Café Alpha）以此標題出版，在印度尼西亞則由M&C Comics負責發行。
漫画的主要内容，围绕着一个开咖啡店的机器人阿兒法（Alpha），在大海即将淹没全部陆地的末世景象之下的日常生活。作品以素描风格的細膩画风，与众不同的末世设定，有如散文與詩一般優美寧靜的氣氛，节奏平缓慵懶的剧情，以及丰满鮮明的人物形象而闻名。2002年其中部分剧情被制作成两部OVA。本作被視為療癒系科幻漫畫的始祖與經典作，获得2007年度星云奖（最佳科幻漫画奖）。

## 劇情簡介

Café Alpha的招牌

《横滨购物纪行》的故事背景设定为一个风平浪静的末世时代，人类文明在遭受大规模气候灾变之后已经接近消亡。剧中并未详细解释发生了何等灾害，但海平面显著地不断上升，使横滨这样的港口城市沉入水下，富士山也在灾变中改变形状成为破火山口。地球上的人口大为减少，剩下的人类普遍过着悠闲的生活。虽然文明的灭亡近在眼前，但没有英雄人物站起来抗争，剧中的人类平静地接受了这一命运。
初濑野阿兒法（ Hatsuseno Arufa）是一个开咖啡店的女性机器人，店名“Café Alpha”，位于三浦半岛西南方一个偏僻且交通不便的悬崖边。她的男性“主人”外出旅行从不露面，使阿兒法独守罕有客人上门的咖啡店，但后者却拥有乐观的生活态度。作为机器人的阿尔法是没有寿命限制的。
《横滨购物纪行》的大部分内容都是关于阿兒法生活中的琐碎小事，或者独处，或者陪伴客人、外出访友。每隔一年或数年阿兒法会去横滨购买咖啡店的用品，这便是标题《横滨购货纪行》的由来。几乎所有剧情都由煮咖啡、闲聊、拍照、修理模型飞机引擎之类无关紧要的活动构成，经常在一整篇中只有少数几句对话，甚至完全沒有台詞。作者擅长在剧情中强调时间的流逝导致的变迁，如咖啡屋即将被海面吞没，邻家的孩子长大离家等等细节，表达依依不舍的感情（日本文化中称为物哀［日语：*］）。
除最后几篇外，剧中的时间流逝速度与现实世界相同，即现实中连载一年，剧情中也会过去一年。虽然章节之间并不关联，但剧情仍会缓慢发展，例如人际关系的变化，以及无处不在的伏笔和暗喻。作者并未花费笔墨解释作品的背景设定，一切都留由读者去自己发现。

## 登場人物

原作彩页中阿尔法（左）与菜心（右）的合影

初濑野阿兒法，或譯初濑野阿尔法（Hatsuseno Arufa，聲：椎名碧流）
一个A7M2型机器人，属于「量產試作機」，总共只生产了三台的其中之一。紫色眼眸，绿发。经营由“主人”留给她的Café Alpha。阿兒法个性愉快且善能思考，虽然本性并不特别外向，但喜欢与难得上门的顾客交谈。虽说她身为一个实现量产的机器人系列的原型机，在故事开端的时候却只认识非常少数的几个人，不认识任何机器人。随着剧情发展，她逐渐变得更加自信大方，与外界的接触更加频繁，甚至在外旅行一整年。阿兒法非常珍视友情，即使与友人分隔两地长年不见也不会疏远。她擅弹月琴，喜欢雕刻与鱼有关的工艺品，时常骑乘一辆小绵羊外出巡遊，寻访人类文明鼎盛时期留下的痕迹。
鹰津菜心，或译鹰津这儿，鹰津可可奈（Takatsu Kokone，聲：中川亞紀子）
一个A7M3量产型的机器人，在东京都武藏野市的“武藏野快递公司”做快递员。绿色眼眸，紫发。是阿兒法认识的第一个机器人。她受阿兒法的主人所托，给阿兒法送来一台相机以及口信。二人很快成为挚友，甚至发展出超越友情的感情。菜心文静、知性且羞涩，但因为是快递员，社会经验却超过阿尔法。在遇见阿兒法之前很在意自己像不像人类，但看到阿兒法自在的完美榜样后，不再在意这个问题。她一直在致力于查清A7系列机器人的设计、制造历史。结局时似乎成了Café Alpha的店员，與阿兒法住在一起。
大叔（Ojisan，聲：寺島幹夫⇒飯塚昭三）
时常眯眼咧嘴的壮年男士，是阿兒法的近邻与常客。他自称无业游民，但在路边经营加油站，也自产自销蔬菜水果。他对于阿兒法来说是如同慈父一般的存在，是高广的祖父。似乎年轻时曾有与医生发展亲密关系的机会。虽然没有关于他下海打渔的描写，但他说话带有典型的渔夫语调。真名不详。
医生（こうみいし せんせい，Koumiishi Sensei）　聲：杉田郁子
老年女性，十分和藹慈祥，是一个可以医治人类和机器人的医生。她曾参与A7系列机器人的设计工作，曾收留阿尔法室长在家里居住，很可能是后者的主人。年轻时她喜欢飚车，也曾驾驶地效飞翼艇，是大叔在学校里的學姊。她的姓氏是子海石（Koumi'ishi）。
高广（Takahiro，聲：陶山章央⇒豐永利行）
大叔的孙子，住在大叔家里。9岁时认识阿兒法，被后者当成弟弟看待。他也是故事中最早见到美沙葛的人。在成长中逐渐表现出对机械的天赋，并在十几岁的时候离家去滨松（在漫画中被称为引擎之都）与奈衣一起工作。后来与真月结婚并生儿育女，在故事结局时已经年近30岁左右。
真月，通称Makki，译作麻卉（Matsuki，聲：長澤美樹）
比高广小几岁的邻家女孩，对高广抱有情意，因此早期有些嫉妒阿兒法。稍后与阿兒法成为朋友，并曾在Café Alpha打工。幼年时曾两次见过美沙葛。接近成年时到武藏野市与菜心一起工作，数年后搬到滨松与高广結婚。
美沙葛，又译鱼鹰（Misago）
一位似乎永保青春的女性，住在Café Alpha附近峽灣（小網代湾）的野地里。虎牙很长，因此笑容比较吓人。移动极为迅捷，擅长攀爬，从来不穿衣服，平时生吃活鱼维生。喜欢小孩，只会出现在小孩面前。据周边资料称，她不能理解小孩为何会长大。具体身份不明。由於阿尔法室长也不爱穿衣服，美沙葛也有可能同属A7系列早期的机器人。不过据文畝说，她早在机器人被開發製造之前便已存在。另医生年轻时建造的地效飞翼艇也与她同名。
文畝，又译绫濑（Ayase，聲：森川智之）
一位见多识广的自由职业者，永远在旅行。养着一只长翅膀会飞的变种梭子鱼。喜欢寻访传说中的事物，例如美沙葛之类。他认识阿兒法的主人，却不认识阿兒法。曾邀请真月与他一起旅行。
子海石阿尔法室长（Koumiishi Arufa（Director Alpha））
A7M1型的机器人，A7系列的原型机，所有A7系列机器人共同的“姊姊”。与包括初濑野阿兒法在内的三台A7M2一样，由於是试验型，取“Alpha版”之意而命名为阿尔法。外表与初濑野阿尔法几乎没有区别。她似乎是一架名为大鹏的巨型近地轨道飞行器的控制者，时时刻刻在高空观察地面的变迁。她的姓氏是“子海石”，与医生一样，而且身上带有医生手製的人形挂饰。
丸子丸子（Maruko Maruko）
一个极有个性的A7M3型机器人，假小子，酒红色的短发与瞳孔。是个画家，平时在文具店做销售人员。由于不喜欢原来主人的姓氏，将姓氏与名字改得完全一样（名字写作片假名）。她喜欢菜心，是阿兒法的另一个嫉妒者。奈衣会通过菜心供职的快递公司给她送来照片，让她用于作画的素材。结局时改在阿兒法买咖啡豆的店里工作。
奈衣，即日文中的「沒有」（Nai，聲：内藤玲）
一个具体型号不明的A7系列机器人，是罕见的男性型号。驾驶着一架改装过的美国海军T-6 Texan活塞引擎教练机从事快递业务。个性沉默。
主人（Hatsuseno Sensei，英文：Owner）
初濑野阿兒法的主人，具体身份不明。是Café Alpha的店主，故事开端时便已出门旅行，20年间只回过一次咖啡店且并未与阿兒法相见。阿兒法的制服和红宝石耳坠都是由他赠送的，此外還送她一把防身用的H&K P7半自动手枪；要她经营Café Alpha似乎也是他的命令。接近结局的第139话，阿兒法将主人赠送她的照相机高高抛向天空，請他看看自己曾走過的足跡，似乎暗示主人此時已离世。

## 迴響及特色
“飞行”似乎是本作品的主题之一。初濑野阿兒法与阿尔法室长皆常有飞行的幻觉，剧情中也有大量飞行器出现，如奈衣的飞机，近地飞行器大鹏，阿兒法驾驶过的地效飞翼艇以及模型飞机引擎。A7系列机器人似乎是向二战期间三菱重工生产的A7M「烈风」式舰战（A7M1）致敬。真月的昵称Makki，以及她女儿的名字小冴（Saetta），似乎分别暗指意大利飞机制造商Alenia Aermacchi及其在二战期间生产的战斗机Macchi C.200"Saetta（意大利语闪电）"。高广与奈衣皆从事飞行事业，剧中的梭子鱼也是会飞的。结局篇中，有不知名的角色驾驶滑翔机出现。
原作前期颇受中國風影响，如阿尔法的月琴源自中国，她也尝作类似新疆维吾尔族女性打扮。巨大的近地飞行器也以中国神话中的大鹏命名。但故事中後期即再無此一特徵。
角色的命名与横滨周边的地名相关。例如，叶山町有名为子海石的车站；阿尔法与奈衣相遇的厚木海军机场是位于绫濑市的真实地点；横滨市有名为丸子的地方，似乎就是剧中人物丸子的画室所在地。
作品完結時，故事中尚有一些未经解释的悬念，在支持者之间引起广泛讨论。
- 造成海平面上升的气候灾变之细节？[5][6]
- 阿兒法的主人是谁，为何阿兒法称其为“Sensei（老師）”？[5][6]
- 为什么制造机器人，既然显而易见地不是作为仆役？为何菜心声称机器人是人类的后代？[7][5][8]
- 为何剧中的人类文明接近灭亡？[5]
- 为何男性机器人非常罕见？[9]
- 为何所有机器人之中只有初濑野阿尔法不能消化动物蛋白？[10]
- 野外生长的，被称为“水神”的带人脸的菌类的来龙去脉？[11]
- 类似街灯的树和巨大的长方体是什么来历？ 是否如阿尔法和文畝认为，是“地球对人类文明的记忆”？[12][13]
- 抹掉半座富士山的灾变细节，是否与造成海水上升的变迁有关？[14]
- 鱼鹰的身份？为什么她只愿意见小孩子？如果她不是机器人，那么是什么人？[5][15]

原作中的三浦半岛地图，可见半岛的海岸线因水位上升而改变

常有人将《横滨购货纪行》与《水星领航员》对比，二者都是对未来平静生活的描写，具备类似的治愈系属性。 一篇刊登于Uknighted Manganime的评论写道，“二者的共通点在于，对人类的未来抱有一种正面、乐观的态度，即使事实并非一帆风顺。”巧的是，先后分别为两部《横滨购货纪行》OVA配乐的ゴンチチ与Choro Club两个音乐团体，也分别为《藍海少女！》（原作亦为天野梢的漫画，故事风格相近）与《水星领航员》的电视动画配乐。

## 出版書籍
| 冊數 | 講談社         | 講談社                 | 東立出版社     | 東立出版社         |
| 冊數 | 發售日期       | ISBN                   | 發售日期       | ISBN               |
| ---- | -------------- | ---------------------- | -------------- | ------------------ |
| 1    | 1995年8月23日  | ISBN 978-4-06-321050-7 | 1999年9月14日  | ISBN 957-34-6866-2 |
| 2    | 1996年2月21日  | ISBN 978-4-06-321055-2 | 1999年9月16日  | ISBN 957-34-6867-0 |
| 3    | 1996年7月19日  | ISBN 978-4-06-321061-3 | 1999年9月18日  | ISBN 957-34-6868-9 |
| 4    | 1997年3月18日  | ISBN 978-4-06-321066-8 | 2000年6月2日   | ISBN 957-34-6869-7 |
| 5    | 1998年2月20日  | ISBN 978-4-06-321081-1 | 2000年7月30日  | ISBN 957-34-9734-4 |
| 6    | 1999年2月19日  | ISBN 978-4-06-321095-8 | 2001年6月4日   | ISBN 957-34-9735-2 |
| 7    | 2000年2月21日  | ISBN 978-4-06-321110-8 | 2001年12月31日 | ISBN 957-699-629-5 |
| 8    | 2001年2月22日  | ISBN 978-4-06-321120-7 | 2002年2月6日   | ISBN 957-699-630-9 |
| 9    | 2002年3月20日  | ISBN 978-4-06-321134-4 | 2003年9月2日   | ISBN 957-699-877-8 |
| 10   | 2003年3月18日  | ISBN 978-4-06-321147-4 | 2004年3月23日  | ISBN 957-699-878-6 |
| 11   | 2004年3月23日  | ISBN 978-4-06-321159-7 | 2004年10月3日  | ISBN 986-11-4780-2 |
| 12   | 2004年11月22日 | ISBN 978-4-06-321165-8 | 2005年7月4日   | ISBN 986-11-5918-5 |
| 13   | 2005年7月22日  | ISBN 978-4-06-321171-9 | 2005年11月17日 | ISBN 986-11-7357-9 |
| 14   | 2006年5月23日  | ISBN 978-4-06-321176-4 | 2006年12月18日 | ISBN 986-11-8569-0 |

| 標題                    | 講談社        | 講談社                 |
| 標題                    | 發售日期      | ISBN                   |
| ----------------------- | ------------- | ---------------------- |
| 明信片書 橫濱購物紀行   | 1997年9月24日 | ISBN 978-4-06-330041-3 |
| 橫濱購物紀行 奈野仁畫集 | 2003年3月18日 | ISBN 978-4-06-330196-0 |

| 冊數 | 講談社         | 講談社                 |
| 冊數 | 發售日期       | ISBN                   |
| ---- | -------------- | ---------------------- |
| 1    | 2009年10月23日 | ISBN 978-4-06-314588-5 |
| 2    | 2009年10月23日 | ISBN 978-4-06-314589-2 |
| 3    | 2009年11月20日 | ISBN 978-4-06-314593-9 |
| 4    | 2009年12月22日 | ISBN 978-4-06-310615-2 |
| 5    | 2010年1月22日  | ISBN 978-4-06-310618-3 |
| 6    | 2010年2月23日  | ISBN 978-4-06-310630-5 |
| 7    | 2010年3月23日  | ISBN 978-4-06-310644-2 |
| 8    | 2010年4月23日  | ISBN 978-4-06-310656-5 |
| 9    | 2010年5月21日  | ISBN 978-4-06-310661-9 |
| 10   | 2010年7月7日   | ISBN 978-4-06-310671-8 |

另外，2006年7月一篇六页的后日谈被刊登于月刊《Afternoon》中，标题《山道》。雖然此篇後日談未收錄至单行本中，但普遍認為是正式的大结局。

## 衍生作品

### 动画
本作被改编为两部OVA，每部各有两话。在两部OVA中，初濑野阿尔法皆由椎名碧流配音。
- 第一部OVA由株式会社亚细亚堂制作，由安浓高志导演，1998年5月及12月以VHS和镭射影碟形式发售。 [3] 剧情选择性地讲述单行本一至三册，包括阿尔法与菜心的邂逅，以及阿尔法遭到雷击并被医生治愈的事情。后来本OVA又以DVD形式重新推出。[3]
- 第二部OVA由株式会社亚细亚堂及SME Visual Works制作，由望月智充导演，于2002年5月到2003年间以VHS和DVD的形式推出。[3]剧情选择性地讲述了单行本第七至第九册，包括阿尔法的房子被台风摧毁，并外出旅行一年的事。

### 广播剧CD
本作于2002年共推出过三张广播剧CD， 三张CD中初濑野阿尔法皆由椎名碧流配音，鹰津菜心则由中川亚纪子配音。
- Volume 1 (发售于2002年) 讲述单行本第一册的剧情，即阿尔法与菜心的相遇。
- Volume 2 (发售于2002年) 讲述单行本第二册的剧情，紧接上一张CD之后。
- Volume 3 (发售于2002年) 讲述漫画后期的剧情，包括一首原创音乐及对椎名碧流、中川亚纪子的采访。[3]

### 轻小说
一部使用《横滨购货纪行》设定的轻小说于2008年10月23日发售(ISBN 978-4-06-373326-6)，标题为《横滨购货纪行小说-看着，走着，高兴着的人》（小説 ヨコハマ買い出し紀行―見て、歩き、よろこぶ者,与漫画第132话的标题相同），香月照葉著，芦奈野仁插画。 讲述一位名叫Omega（与Alpha各是希腊字母的最后一个与第一个）的机器人少年，为尋找传说中的Café Alpha而踏上旅途的故事。

## 评价与获奖
虽然未有英文版面世，本作在日本国外受到了高度评价。赞誉主要集中于本作的画工，精巧的叙事技巧，以及丰富的人物形象。
《横滨购货纪行》的开场获得Afternoon四季赏，并于2007年获得第38回星云赏之最佳科幻漫画奖。

## 外部連結
- 講談社コミックプラス （页面存档备份，存于） - 講談社による作品紹介
- ヨコハマ買い出し紀行DVD公式HP - ソニー・ミュージックエンタテインメントによるDVD作品紹介